# 朗迪维肖
朗迪维肖（法語：Landivisiau，法語發音：[lɑ̃divizjo]），法国西北部城市，布列塔尼大区菲尼斯泰尔省的一个市镇，隶属于莫尔莱区，其市镇面积为18.98平方公里，2022年1月1日时人口数量为9,197人，在法国城市中排名第1,120位。
朗迪维肖位于菲尼斯泰尔省北部，是一个区域性的中心城市，法国国道N12线和巴黎－布雷斯特铁路由此通过。朗迪维肖附近区域因种马而闻名，被称为“马都”（Capitale du Cheval）。

## 地名来源
“朗迪维肖”一名当中的“朗”来源于布列塔尼语单词“Lann”，意为“圣地”；而“迪维肖”则来自布列塔尼天主教圣人蒂维西奥。

## 历史

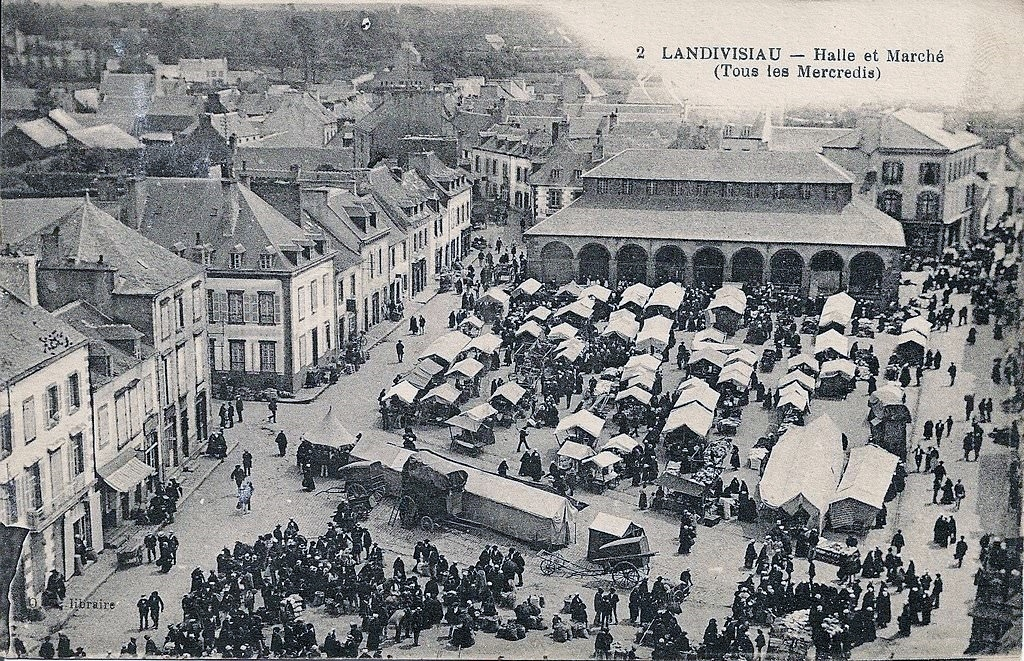
20世纪初朗迪维肖市中心的集市

古罗马时期，一条沿埃洛恩河延伸的道路由此通过，而朗迪维肖作为聚落的出现则与圣人蒂维西奥密切相关，当地的教堂和一处喷泉以其命名。中世纪时期，朗迪维肖为莱昂的一处领地。法国大革命后，朗迪维肖成为菲尼斯泰尔省的一个市镇。直至工业革命以前，朗迪维肖是布列塔尼最重要的马匹交易中心。19世纪中期巴黎－布雷斯特铁路的建成使得朗迪维肖出现了工业部门。二战后，当地人口逐年增加。

## 地理

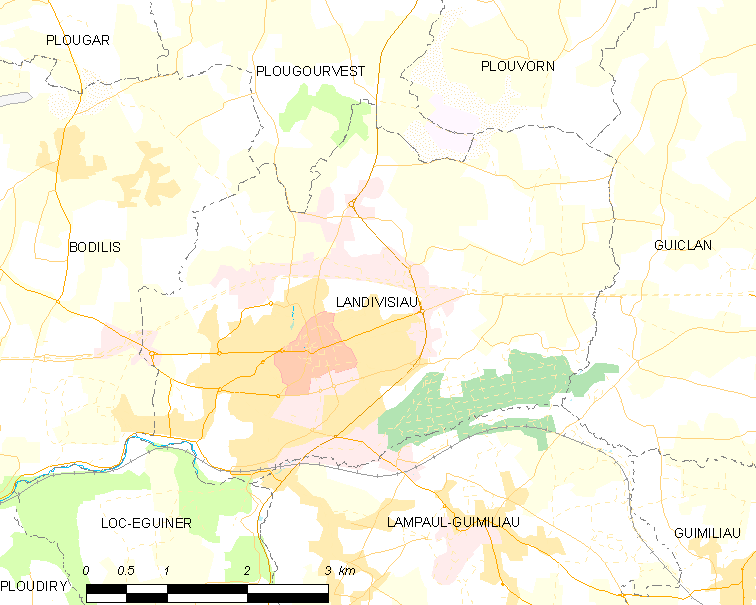
朗迪维肖市镇范围地图

朗迪维肖位于法国西北部，布列塔尼大区西北部和菲尼斯泰尔省北部，距离省会坎佩尔大约73公里。与朗迪维肖接壤的市镇包括：博迪利斯、吉克朗、朗波勒吉米利欧、洛克埃吉内尔、普卢古尔韦斯特、普卢沃恩。

### 地形
朗迪维肖位于阿摩里卡丘陵西北部，境内以丘陵为主，市镇中心地势较为平坦，南部略有起伏，全境海拔在32到126米之间。

### 水文
埃洛恩河自南转西流经朗迪维肖市区南部，另有一条叫“Lapic”的小溪流经镇中心。

### 植被
朗迪维肖属于温带阔叶混交林区，林地广泛分布于多个街区等，均常年免费向公众开放。
在鲜花城市的评比中，朗迪维肖被评为3星级鲜花城市。

### 气候
朗迪维肖在柯本气候分类法中属于温带海洋性气候。

## 行政区划
朗迪维肖是法国布列塔尼大区菲尼斯泰尔省的一个市镇，编号为29105。朗迪维肖隶属于莫尔莱区和菲尼斯泰尔省第五选区，管理朗迪维肖县，同时也是朗迪维肖地区市镇公共社区的办公驻地。
法国国家统计与经济研究所（简称）在进行数据统计时，将朗迪维肖和与其相邻的朗波勒-吉米略设为朗迪维肖城市核心区，并将包括核心区在内的周边共三个市镇划为朗迪维肖城市区。自2020年起，朗迪维肖城市区被包含12个市镇的朗迪维肖城市辐射区代替。此外，还将朗迪维肖市镇分为了4个“块区”（IRIS），以便于统计人口分布情况。

## 交通

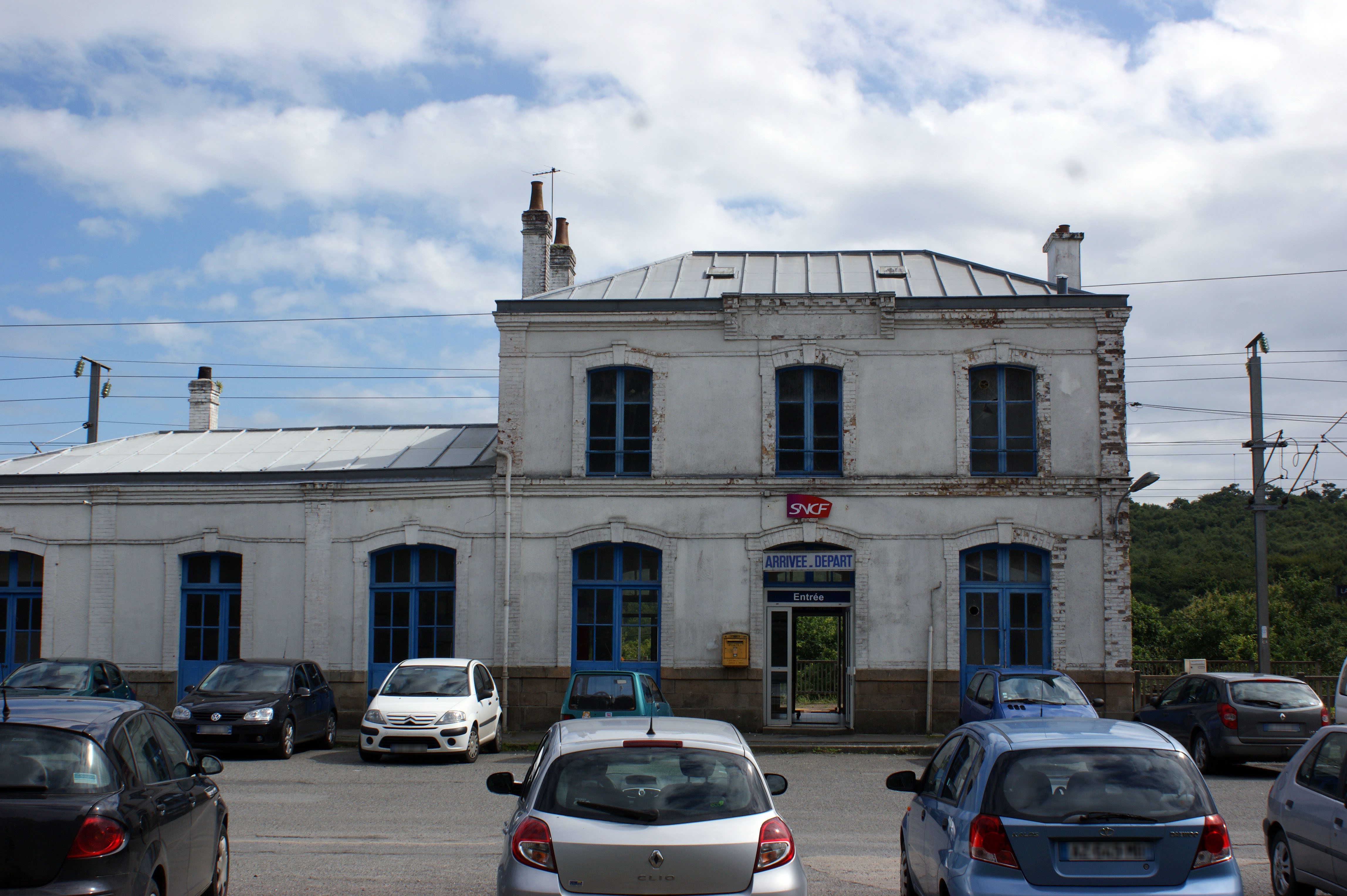
朗迪维肖火车站

### 公路
法国国道N12线和菲尼斯泰尔省省道D11线、D30线、D32线、D35线、D69线、D230线和D712线在朗迪维肖境内交汇，布列塔尼大区下属的城际客运提供巴士线路，可前往周边部分市镇。
2017年，77.4%的朗迪维肖家庭拥有至少一辆私人汽车。2019年，朗迪维肖境内共发生各类交通事故4起，造成1人遇难，4人受伤。

### 铁路
朗迪维肖位于巴黎－布雷斯特铁路上。朗迪维肖站位于市区南部，停靠往返于雷恩和布雷斯特一线的区域列车。

### 航空
距离朗迪维肖最近的民用航空站为布雷斯特建成，距离朗迪维肖市中心的公路里程约29公里。

### 城市公共交通
截至2021年5月，朗迪维肖暂无城市公共交通系统。

## 政治
朗迪维肖的现任市长为洛朗丝·克莱斯女士（Laurence Claisse），她是一名右翼无党派人士，在2020年的市政选举中获得了52.24%的支持率。
在2017年的法国总统大选中，法国第25任总统埃马纽埃尔·马克龙在朗迪维肖获得了74.71%的支持率。

## 人口
2018年，朗迪维肖市镇人口数量为9,142，在法国排名第1,120位。其中男性4,419人，女性4,713人，75岁及以上人口占8.5%，外籍人口数量为1,919人，人口密度为481人/平方公里，当地居民被称为（男性）或（女性）。2019年，朗迪维肖境内出生81人，死亡人口94人。
| 年份   | 1936  | 1946  | 1954  | 1962  | 1968  | 1975  | 1982  | 1990  | 1999  | 2004  | 2009  | 2014  | 2018  |
| ------ | ----- | ----- | ----- | ----- | ----- | ----- | ----- | ----- | ----- | ----- | ----- | ----- | ----- |
| 人口數 | 4,518 | 5,445 | 4,926 | 5,583 | 6,174 | 7,605 | 7,964 | 8,254 | 8,751 | 8,739 | 9,096 | 9,085 | 9,142 |

## 经济
朗迪维肖是一个区域性的中心城市，当地共有各类用人单位1,231家，平均历史为17年，其中96.33%为中小型企业（PME）。（木质建材销售）、（建材生产）及（渔业加工）是当地2019年营业额最高的三个企业，分别为183,249,765欧元、52,373,995欧元和38,151,379欧元。

## 财政收入
2019年，朗迪维肖的财政收入总额为12,120,300欧元，财政支出总额为9,669,960欧元，当年的债务总额为8,309,550欧元。2020年，朗迪维肖共获得1,308,702欧元的国家财政补助，比上一年减少了0.02%。
2017年，朗迪维肖的人均月收入总额为1,950欧元，其中高级职员为3,731欧元，低于法国平均水平（4,214欧元）；中级职员为2,177欧元，低于法国平均水平（2,353欧元）；普通职员为1,615欧元，亦低于法国平均水平（1,690欧元）。
2017年，朗迪维肖境内的青壮年（15至64岁）失业率为12%，当地47%的家庭拥有纳税资格，平均纳税3,230欧元，低于法国平均水平（3,888欧元）。

## 社会事务

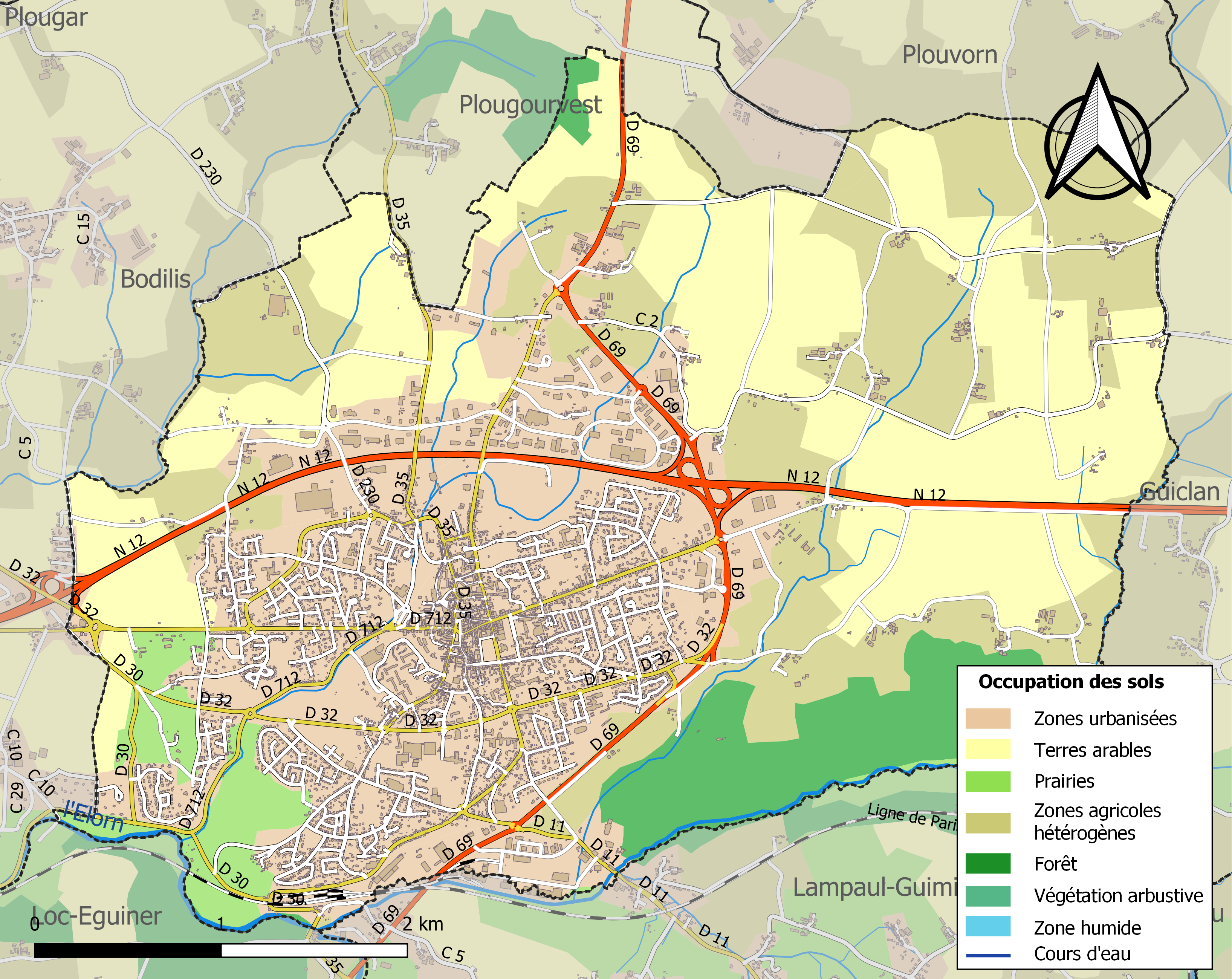
朗迪维肖土地利用情况地图

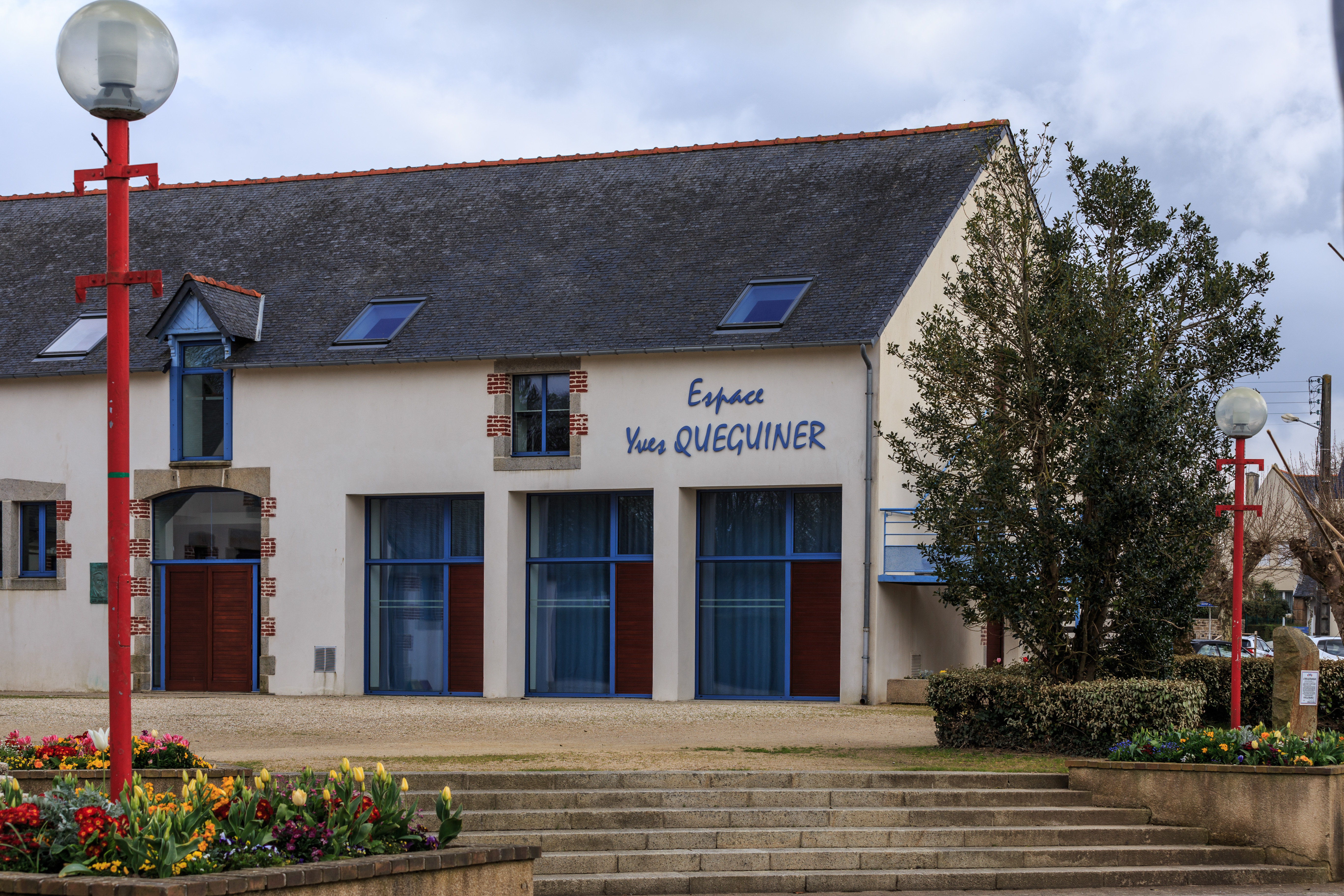
朗迪维肖文化活动中心

### 教育
朗迪维肖属于雷恩学区。截止2019年1月1日，朗迪维肖境内共有1所幼儿园、3所小学、2所初级中学、2所普通高中和1所农业高中。2018至2019学年度，朗迪维肖境内共有在校中等教育阶段学生2,088名。

### 医疗
截止2019年1月1日，朗迪维肖境内共有全科医生10名、保健师11名、牙医13名、护士16名、耳科医生1名、眼科医生2名和助产士2名。境内共有药房4家、养老院2家、残疾人帮扶中心5家。
朗迪维肖是“莫尔莱中心医院”（Centre Hospitalier de Morlaix）的服务范围，后者是法国的一个区域性医疗机构，其主病区位于莫尔莱，在朗迪维肖市区亦设有一处门诊中心。

### 住房
2017年，朗迪维肖境内共有各类住房4,727套，其中71.5%为独立式居民区，28.3%为集中式居民区。常住房屋占朗迪维肖市镇范围内居民建筑总量的87.6%。
在住房保障政策方面，2017年，朗迪维肖境内共有899户家庭获得了住房经济补助，受益人数占总人口数量的9.8%，其中816份为房租补助。

### 商业
2019年，朗迪维肖境内共有各类实体商铺246家，其中餐厅20家、大型超市7家、杂货店1家、面包房8家、肉铺2家、书店3家、银行门店8家、美容美发店18家、汽车维修店20家。市区东部和南部各建有一处利多超市和E.Leclerc超市。

### 体育
2019年，朗迪维肖境内共有1家游泳池、6间体育馆、3座综合体育场、4处网球场、1处马术场、7处足球或橄榄球场以及3处篮球或排球场。
朗迪维肖足球俱乐部（Landivisiau F.C.）是当地的一支足球队，2021至2022赛季参加菲尼斯泰尔省足球联赛。

### 环境
朗迪维肖的环境事务由其所属的公共社区负责。2019年，朗迪维肖境内共有1家污染企业。

### 治安
2019年，朗迪维肖市镇范围内有1处宪兵队。
2014年，朗迪维肖及附近地区共发生各类案件2,626起，其中盗窃类案件1,704起，经济类案件377起，毒品交易类案件73起。

## 文化

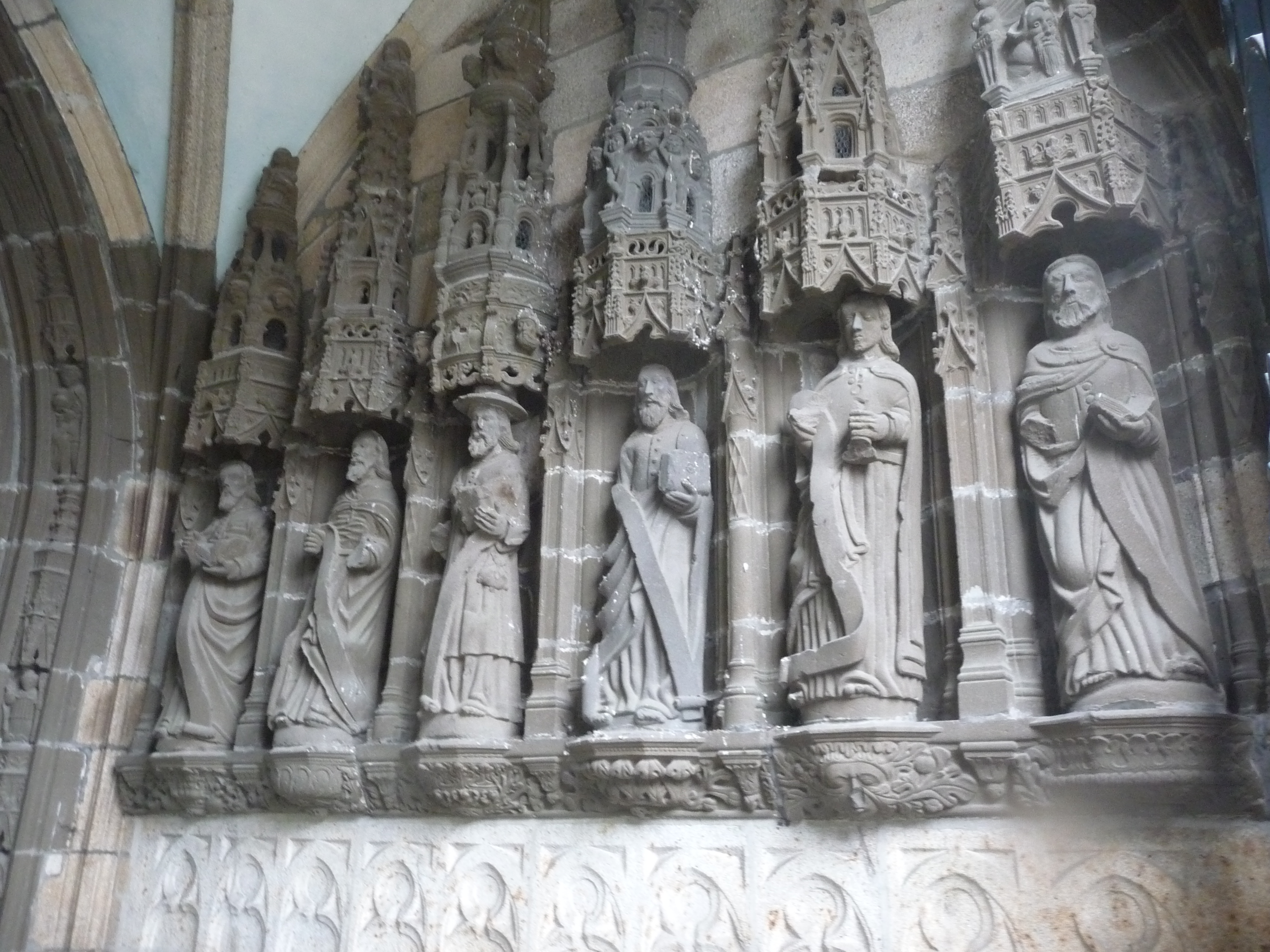
圣蒂里约教堂上的圣人石刻

2019年，朗迪维肖境内有1家电影院。朗迪维肖市政府提供多媒体中心，向公众全年开放。

### 建筑
朗迪维肖境内有多处历史建筑，其中位于市中心的圣蒂里约教堂（Église Saint-Thuriau）建于16世纪，是法国国家文物保护单位，也是当地的地标性建筑物。

### 旅游
朗迪维肖的旅游事务由其所属的公共社区负责。2020年，朗迪维肖境内共有3家酒店共计77间房间。

### 媒体
法国主要的媒体均可在朗迪维肖接收，法国电视三台下属的布列塔尼大区频道在部分时段播出朗迪维肖所属区域的地方新闻。

## 友好城市
截至2021年5月，朗迪维肖共与两座城市互为友好城市关系：
- 德国 巴特索登-阿伦多夫
- 英格兰 拜德福德